# Веселаго, Феодосий Александрович
Феодо́сий Алекса́ндрович Весела́го (20 февраля 1877—1915) — капитан русской армии, герой Первой мировой войны.

## Биография
Принадлежал дворянскому роду Веселаго.
Внук Феодосия Фёдоровича Веселаго.
1 сентября 1894 года был зачислен в Пажеский корпус, 30 сентября 1895 года был зачислен в камер-пажи и 12 августа 1896 года выпущен из корпуса подпоручиком в Кавказскую гренадерскую артиллерийскую бригаду. 12 августа 1900 года произведён в поручики.
В 1904—1905 годах Веселаго был командирован на Дальний Восток, где в рядах 1-го Верхнеудинского полка Забайкальского казачьего войска принимал участие в войне с Японией (был временно переименован в чин подъесаула). За боевые отличия был произведён в штабс-капитаны (со старшинством от 12 августа 1904 года) и награждён орденами св. Анны 4-й степени, св. Станислава 3-й степени с мечами, св. Анны 3-й степени с мечами и бантом, св. Станислава 2-й степени с мечами, св. Анны 2-й степени с мечами и св. Владимира 4-й степени с мечами и бантом.
12 августа 1908 года Веселаго был произведён в капитаны и зачислен в лейб-гвардии Семёновский полк, где командовал 6-й ротой. В 1913 году поступил в Николаевскую академию Генерального штаба, однако из-за начала Первой мировой войны вернулся в полк и вновь получил в командование 6-ю роту. Именно в этой роте младшим офицером служил будущий маршал Тухачевский.
Здесь он также имел случай неоднократно отличиться. В ноябре 1914 года Веселаго был награждён орденом св. Георгия 4-й степени (Высочайший приказ опубликован был лишь 15 апреля 1915 года, уже после его гибели)
За форсирование с боем реки Сан под фольварком Викмундово у местечка Кржешов 2-го сентября 1914 года, после чего благополучно вернулись на восточный берег с трофеями и пленными.
Погиб под Ломжей ранним утром 20 февраля 1915 года в рукопашной схватке с немцами. За этот бой ему 2 июня 1915 года посмертно было пожаловано Георгиевское оружие.
Его сослуживец Ю. В. Макаров впоследствии писал

На войну славную 6-ю роту вывел Веселаго, и как все, что этот человек делал, он командовал ею умно и талантливо. <…> Он был отличный товарищ и добрый человек. Был характера ровного и сдержанного и собой владел удивительно. За все время моей с ним дружбы, я ни разу не видел, чтобы он рассердился или даже был не в духе. Был он холост и жизнь вел воздержанную, но без всякого показного спартанства. Вообще «Веселаго» и «показное» — были вещи несовместимые. Он был хороший спортсмен, хорошо стрелял, хорошо фехтовал, превосходно ездил верхом и был неутомимый ходок. Благодаря своей светлой и ясной голове, все, что он ни делал, он делал хорошо, тонко играл в шахматы и великолепно в коммерческие игры в карты.
Маленького роста, с сбитой плотной фигурой и с круглым бурятским лицом, он не был представителен и яркого в нем ничего не было. Но несмотря на скромность и малую словоохотливость, чувствовалась в этом человеке сильная волевая «личность», которую не заметить было трудно.